# نبرد ارزروم (۱۸۷۷)
نبرد ارزروم در ۸ یا ۹ نوامبر ۱۸۷۷ میلادی میان امپراتوری روسیه و امپراتوری عثمانی رخ داد. در این جنگ روسها تهاجمی را به ارزروم شکل دادند اما درنهایت شکست خورده و عقب نشینی کردند.